# Alan Voskuil
Alan Mark Voskuil (n. Mobile, Alabama, 10 de septiembre de 1986) es un exjugador de baloncesto estadounidense nacionalizado danés. Jugaba en la posición de escolta. Fue internacional absoluto con la Selección de baloncesto de Dinamarca desde 2007. Hijo de madre danesa, tiene ese pasaporte y no ocupa plaza de extranjero. Su padre David fue jugador de baloncesto profesional en Dinamarca.

## Trayectoria deportiva

### Universidad
Jugó en el L.D. Bell Bedford High School antes de acceder a la Universidad de Texas Tech donde estuvo hasta 2009, bajo las órdenes de Bob Knight. En su última temporada con los Raiders promedió 13.8 puntos, 2.1 asistencias, 4.1 rebotes y 1.2 robos de balón, además de un 43 % en triples. En marzo de 2009 le metió 9 triples a los Kansas Jayhawks. Tuvo una mención honorífica en el Big 12 Conference de 2009, fue elegido por los medios en el equipo más mejorado del Big 12 Conference de 2008 y entró en el equipo de mejores tiradores de Great Alaska en 2008.

### Profesional
Después su periplo universitario el Alta Gestión Fuenlabrada le dio la oportunidad de jugar en Europa, firmándole un contrato de cuatro años de duración ya que vieron en él al sustituto de Brad Oleson, pero no llegó a cuajar y no dispuso de un solo minuto en la Liga ACB. Acabó la temporada cedido en el Óbila Club de Basket de la LEB Plata. Participó en el Concurso de triples ACB de 2009 cayendo en cuartos ante Pedro Robles, a la postre el campeón.
El 18 de mayo de 2010, Voskuil y el Alta Gestión Fuenlabrada acuerdan la rescinsión de su contrato.
Después ha pasado por Canadá, Turquía e Italia, antes de marcharse a Francia y de nuevo volver al campeonato italiano, esta vez al Angelico Biella. Participó en la NBA Summer League de 2012 con Memphis Grizzlies.
Ha sido en Biella donde se ha consagrado como jugador. Pronto les demostró el talento que tiene, después de una época difícil, ya que el equipo bajó tras 12 campañas seguidas en la LEGA.
Ya en el debut contra Veroli exhibió buenas habilidades en el tiro, logrando su máxima anotación en el partido contra Jesi: 40 puntos en 33 minutos, con 12 triples de 19 intentos incluidos (récord de triples en la LEGA y LegaDue) 1/3 de 2 y 2/2 de tiro libre.
Acaba como segundo máximo anotador de la liga con 18.5 puntos de promedio. (52.9 % de 2, 40.7 % de 3 % al 84.8 de tiro libre) y como máximo anotador de los play-offs con una media de 23.5 puntos jugando 4 partidos (52.9 % de 2, 41.5 % de 3 y 89.3 % de tiro libre).
Contribuye en 2014 a la consecución para Biella de la Coppa Italia LNP (Copa Serie A2), con unos porcentajes de: 62.5 % de 2, 37 % de 3 al 100 % de tiro libre. Se le considera un jugador capaz de sacar el tiro independientemente del tipo de defensa que tenga, ya que arma el brazo muy rápido.
En el verano de 2014, los fanes de Biella le exigen al presidente la renovación de Alan, lo cual hizo que el club le renovara para la temporada 2014-2015.
El 6 de enero de 2015 participa en el All Star Game de la A2 llevado a cabo en el Palabam de Mantua, ganando el concurso de triples.
El 22 de agosto de 2015 firma por un histórico venido a menos, como es la Pallacanestro Virtus Roma.
El 7 de noviembre de 2016 ficha por el Antwerp Giants belga, para reemplazar a Micah Mason.